# Viking (Schiff, 1907)
| Viking                     | Viking | Viking |
| -------------------------- | --- | --- |
| Viermastbark Viking        | | |
| Schiffsdaten               | | |
| Flaggen:                   | Dänemark Finnland Schweden | |
| Schiffstyp:                | Segelschiff, Viermastbark | |
| Unterscheidungssignal:     | T P S L (1906 dänisch); O H R U (1929, finnisch); S K H E (1951, schwedisch) | T P S L (1906 dänisch); O H R U (1929, finnisch); S K H E (1951, schwedisch) |
| Heimathafen:               | Kopenhagen (1907); Mariehamn (Finnland, 1929); Göteborg (1951, letzter Heimathafen) | Kopenhagen (1907); Mariehamn (Finnland, 1929); Göteborg (1951, letzter Heimathafen) |
| Kiellegung:                | 21. Juli 1906 | 21. Juli 1906 |
| Stapellauf / Schiffstaufe: | 1. Dezember 1906 | 1. Dezember 1906 |
| Bauwerft:                  | Burmeister & Wains Schiffswerft, Kopenhagen, Werftnummer 253. | Burmeister & Wains Schiffswerft, Kopenhagen, Werftnummer 253. |
| Jungfernfahrt:             | 28. Juli 1907 nach Hamburg, Callao und zurück nach Hamburg | 28. Juli 1907 nach Hamburg, Callao und zurück nach Hamburg |
| Reederei (Eigner):         | AS »Den Danske Handelsflaadens« Skoleskib for Befalningsmænd, Kopenhagen | AS »Den Danske Handelsflaadens« Skoleskib for Befalningsmænd, Kopenhagen |
| weitere Reedereien:        | De Forenede Dampskibs AS (1915–1929); Rederiet-AB Gustaf Erikson (1929–1950); Olof Traung (1951); Stadt Göteborg (1951–) | De Forenede Dampskibs AS (1915–1929); Rederiet-AB Gustaf Erikson (1929–1950); Olof Traung (1951); Stadt Göteborg (1951–) |
| Technische Daten           | | |
| BRT / NRT:                 | 2.959 / 2.665 | 2.959 / 2.665 |
| Verdrängung:               | 6.300 t (1.400 t Ballast) | 6.300 t (1.400 t Ballast) |
| Ladekapazität:             | 4.100 t (4.030 tons) | 4.100 t (4.030 tons) |
| Länge über alles (Lüa):    | 108 m | 108 m |
| Rumpflänge:                | 97,35 m | 97,35 m |
| Länge zwischen den Loten:  | 87,7 m | 87,7 m |
| Länge Wasserlinie:         | 85 m | 85 m |
| Breite über alles:         | 13,69 m | 13,69 m |
| Raumtiefe:                 | 8,10 m | 8,10 m |
| Seitenhöhe:                | 8,40 m | 8,40 m |
| Tiefgang:                  | 7,33 m | 7,33 m |
| Masthöhe über Kiel         | 63 m (55 m zwischen Flaggenknopf und Deck) | |
| Maschine                   | | |
| Antrieb:                   | keiner | keiner |
| Maschinenleistung:         | k. A. | k. A. |
| Höchstgeschwindigkeit:     | 15,5 kn, vollbeladen (1909) unter Segeln | 15,5 kn, vollbeladen (1909) unter Segeln |
| Bestes Etmal:              | 372 sm (1909), beladen | 372 sm (1909), beladen |
| Rigg und Takelung          | | |
| Takelung:                  | Standardrigg einer Viermastbark | Standardrigg einer Viermastbark |
| Riggdetails:               | doppelte Mars-/Bramrahen, Royalsegel, Besanmast als Pfahlmast, 1 Gaffel | doppelte Mars-/Bramrahen, Royalsegel, Besanmast als Pfahlmast, 1 Gaffel |
| Mastfolge:                 | Fockmast, Großmast, Kreuz- u. Besanmast | Fockmast, Großmast, Kreuz- u. Besanmast |
| Anzahl Segel:              | 33 (18 Rah-, 9 Stag-, 4 Vor-, 2 Besansegel) | 33 (18 Rah-, 9 Stag-, 4 Vor-, 2 Besansegel) |
| Segelfläche:               | 3.690 m² | 3.690 m² |
| Gesamtlänge des Gutes:     | 35.000 m | 35.000 m |
| Anzahl der Decks:          | 2 durchgehende Stahldecks, dazu Poop mit Hochdeck (Mittschiffsinsel) und Back; oberstes Deck mit Teakholz | 2 durchgehende Stahldecks, dazu Poop mit Hochdeck (Mittschiffsinsel) und Back; oberstes Deck mit Teakholz |
| Galionsfigur:              | nackte „Wikingerin“ | nackte „Wikingerin“ |
| Baukosten:                 | DKK 591.000,00 | DKK 591.000,00 |
| Sonstiges                  | | |
| Erster Schiffsführer:      | Niels H. Clausen (1907–1928) | Niels H. Clausen (1907–1928) |
| weitere Kapitäne:          | Karl Reuben de Cloux (16. Juni – August 1929), Ivar Engelbert Hägerstrand (August 1929 – 2. August 1937), Johan Uno Mörn (2. August 1937 – 18. Juli 1939), Karl Torsten Broman (18. Dezember 1944 – 14. April 1945); 1945 – 1948 aufgelegt; (31. August 1946 – 15. Dezember 1948), I. E. Hägerstrand (30. Mai 1950; Reederei Erikson) | Karl Reuben de Cloux (16. Juni – August 1929), Ivar Engelbert Hägerstrand (August 1929 – 2. August 1937), Johan Uno Mörn (2. August 1937 – 18. Juli 1939), Karl Torsten Broman (18. Dezember 1944 – 14. April 1945); 1945 – 1948 aufgelegt; (31. August 1946 – 15. Dezember 1948), I. E. Hägerstrand (30. Mai 1950; Reederei Erikson) |
| Besatzung:                 | 80 Mann (Kapitän, 3 Offiziere, 11 Seeleute, 65 Kadetten): später 32 (Kapitän, 3 Offiziere, 28 Seeleute) | 80 Mann (Kapitän, 3 Offiziere, 11 Seeleute, 65 Kadetten): später 32 (Kapitän, 3 Offiziere, 28 Seeleute) |
| Verwendung:                | Museumsschiff | Museumsschiff |

Die Viking [ˈvɪkɪng] ist eine stählerne Viermastbark, die 1906 als Segelschulschiff für die AS »Den Danske Handelsflaadens« Skoleskib for Befalningsmænd (Die Dänische Handelsmarine – Schulschiff für Offiziere AG) gebaut und am 19. Juli 1907 in Dienst gestellt wurde. Sie liegt heute als Museums- und Restaurantschiff im Hafen von Göteborg, Schweden. Bis heute ist sie der größte je in Skandinavien gebaute Windjammer.

## Beschreibung
Der Windjammer mit einem Stahlrumpf aus vernieteten Platten wurde als Dreiinselschiff mit überlanger Poop bis direkt an die Mittschiffsbrücke als Schulschiffbau konzipiert, hat also nur auf dem Vorschiff ein offenes Hauptdeck. Sie führte ein modernes Standardrigg mit doppelten Mars- und Bramrahen, dazu Royalrahen, den Besanmast als Pfahlmast mit einer Gaffel. Wie die große Preußen und die Viermastbark Lawhill wurde sie an jedem Rahmast mit „Jarvis Patent-Brasswinden“ (nach dem schottischen Kapitän John Charles Barron Jarvis (1857–1935), patentiert seit 1890) ausgerüstet. Die Viermastbark war mit 2.959 BRT vermessen und konnte bis 4.100 t / 4.035 tons (1 tn.l. (Britische Tonne) = 1,01605 t) Ladung aufnehmen, dazu bis zu 60 Mann Auszubildende. Der Rumpf war stets weiß gestrichen und besaß ein rotes Unterwasserschiff mit rotem Wechselgang; manche ältere Fotos zeigen sie mit grünem Wasserpass. Bekannt wurde sie in den Welthäfen besonders während der Weizenfahrten. Unter der weißen Erikson-Flagge mit schwarzem „GE“ wurden für zusätzliche Passagiere 32 Kabinen eingebaut. Ihr höchstes Etmal betrug 372 Seemeilen im Jahre 1909.

## Geschichte

### Aktive Zeit
Der Werdegang des Schiffes, das am 1. Dezember 1906 von Kronprinzessin Alexandra vor tausenden von Zuschauern als nationalem Ereignis getauft wurde, begann gleich nach dem Stapellauf mit einer Beinahe-Katastrophe. Die Viermastbark wurde mit komplettem Rigg vom Helgen gelassen und kippte, da rank und noch ohne gefüllte Ballasttanks, am Ausrüstungskai um (18. März 1907). Da das Schiff quasi mit den Rahen auf dem Kai aufgestützt liegen blieb, konnte es durch vorsichtiges Abnehmen einiger Rahen wieder aufgerichtet werden. Im Februar 1907 war sie segeltüchtig und verließ die Bauwerft, es dauerte aber noch bis zum 19. Juli, dass es unter Schlepp in Ballast Kopenhagen Kurs Hamburg verließ, um dort eine Kohlenladung aufzunehmen. Die Reise führte an die peruanische Küste nach Callao, um mit einer Ladung Guano nach 203 Tagen wieder in Hamburg einzulaufen. Weitere Ausbildungsfrachtfahrten folgten, bis infolge des Krieges kaum noch Handelsmarineoffiziersanwärter zur Verfügung standen. So kam die Viking am 27. Mai 1915 nach neunjähriger Dienstzeit als Segelschulschiff der „Dänischen Handelsmarine“ zur Reederei Die Vereinigte Dampfschiff AG (dän. De Forenede Dampskibs AS; AS = Aktieselskab(et) = [die] Aktiengesellschaft), die das Schiff zunächst in Afrika, dann weltweit, nach dem Ersten Weltkrieg für Holztransporte nach Australien einsetzte. Hierbei wurde sie 1917 vom deutschen Hilfskreuzer Seeadler aufgebracht, aber wegen unbedenklicher Fracht nach Durchsuchung wieder freigegeben. Weitere Frachten waren neben Kohle, Guano und Holz typische Massengüter wie Sojabohnen, Steine, Salz, Zement und Weizen. 1921, 1925 und 1927 lag sie für rund zwei Jahre bis zu ihrem Verkauf in Kopenhagen auf. Ein Einsatz als nationales Schulschiff kam nicht mehr in Frage, da Dänemark inzwischen ein neues und größeres Segelschulschiff für diese Aufgabe zur Verfügung stand, die Fünfmastbark København.
Nach insgesamt 23-jähriger Fahrt unter dem Danebrog und dem Kommando von Kapitän Niels H. Clausen kaufte sie im Sommer 1929 der bekannte finnische Reeder Gustaf Erikson mit Sitz auf den Ålandinseln für 6.500 Pfund Sterling, der sie im Weizenhandel nach Australien in Fahrt brachte. Der berühmte Segelkapitän Karl Reuben de Cloux übernahm als erster den Großsegler unter der Erikson-Flagge. Seit Juli 1939 wurde der Segler in Mariehamn aufgelegt. Während des Zweiten Weltkriegs wurde sie in Skandinavien in verschiedene sichere – meist schwedische – Häfen, 1944 nach Stockholm als Getreidespeicher und zuletzt im Dezember 1944 nach Åbo mit einer Weizenladung verlegt. Nach dem Krieg machte sie 1946–1948 noch einige Fahrten mit Holz und eine Weizenfahrt nach Australien mit Passagieren zusammen mit der Passat unter der Erikson-Flagge. Nach London (146 Tage) als letztem Anlaufhafen zurückgekehrt wurde sie nach Antwerpen verholt und lag dort seit September 1948 zwei Jahre auf. Seit 1949 wurde sie seitens der Reederei Erikson zum Verkauf angeboten, da Sven Erikson, der Sohn Gustaf Erikson, wegen der Umstellung auf Dampf- und Dieselschiffe alle Segler abstieß.
1950 verholte sie nach Rotterdam und nahm dort an der Reichsseefahrtausstellung 1950 teil. Als Spitzenattraktion wurde sie dort von mehr als 51.800 Menschen in elf Wochen vom 15. Juni bis zum 31. August 1950 besucht. Da zunächst kein Käufer in Sicht war, drohte das Ende in einer Abwrackwerft. Währenddessen suchte Schweden ein geeignetes großes Segelschiff als Behausung für verschiedene Schifffahrtseinrichtungen. Eine 1944 gegründete Vereinigung, Das Haus der Seefahrt (schwed. Sjöfartens Hus), hatte die Aufgabe übernommen, alle Schifffahrtsorganisationen in einem geeigneten Gebäude unterzubringen, was schließlich in der Überlegung endete, dafür ein Schiff zu nehmen. Die Viking kam ins Gespräch, Geldmittel wurden aufgenommen, so dass das Schiff für SK 261.000,00 Ende 1950 (nach anderen Quellen der 26. Januar 1951) erworben werden konnte. Vor dem Abwracken durch die schwedische Krone bewahrt, wurde die Viking im Mai 1951 nach Göteborg in Marsch gesetzt, wo sie am 2. Juni 1951 im Hafen von Göteborg vertäut wurde. Am 10. Mai 1951 kaufte sie Olof Traung (Leiter des Seefahrtmuseums in Göteborg) und veräußerte sie fünf Monate später an die Stadt Göteborg.

### Heutige Zeit

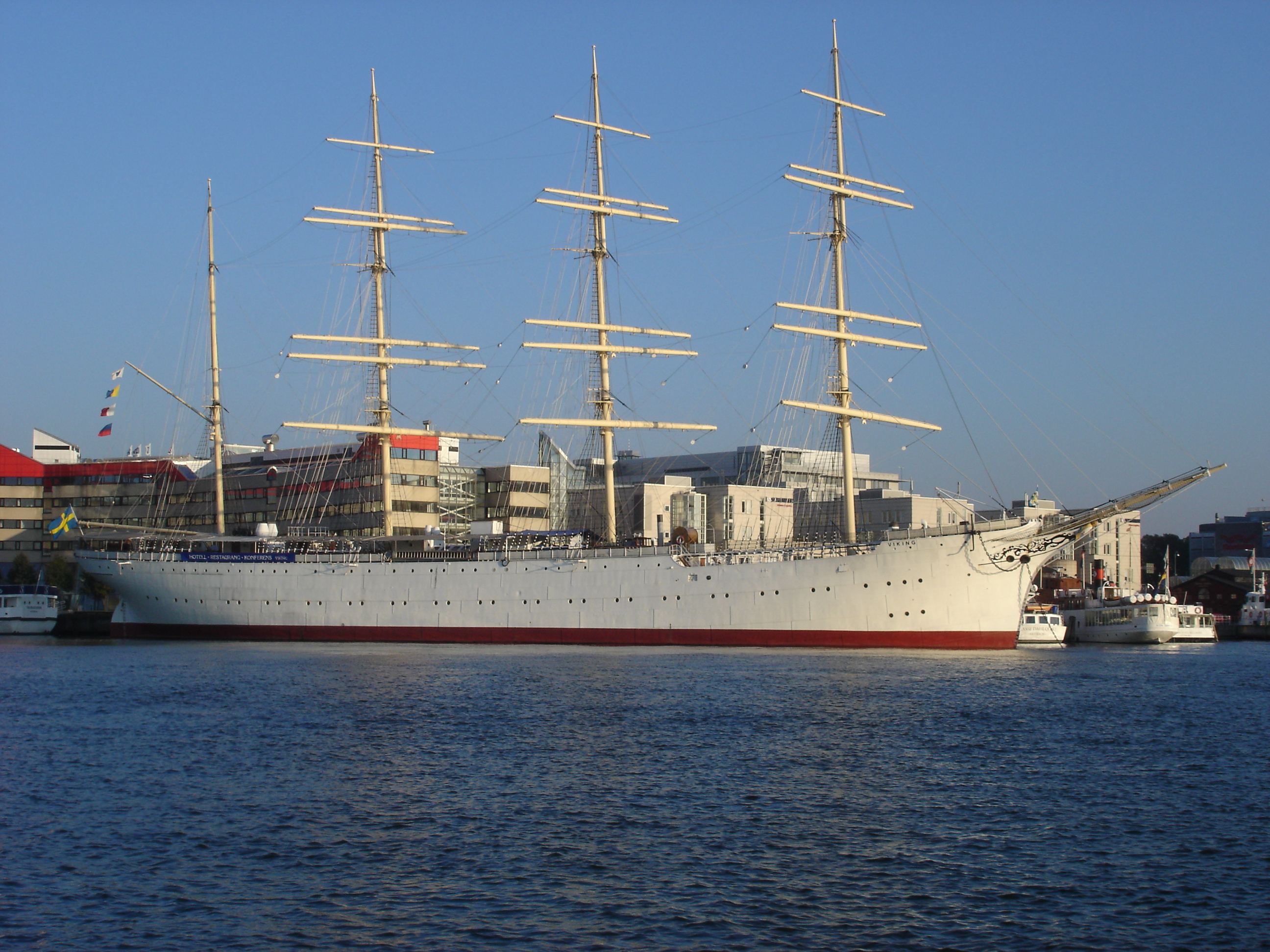
Auflieger in Göteborg

Am 11. Oktober 1951 beschloss die Stadt Göteborg, die Viking für 315.000 schwedische Kronen als Internatsschule (für rund 130 Schüler) zu erwerben. Das Schiff unterstand nun der Schulverwaltung, eine Seemannsschule (Seefahrts- und Kochschule) wurde an Bord der Viking zur Ausbildung von Seeleuten und Schiffsköchen durch Prinz Bertil von Schweden, einem Onkel des heutigen Königs Carl XVI. Gustaf eingerichtet und am 17. September 1957 seiner Bestimmung übergeben. Später kamen Restaurantleitungs- und Touristikkurse hinzu. Ende der 1970er Jahre waren 300 Studenten angemeldet. Zwischenzeitlich wurde das Schiff im Juli 1960 kurzzeitig anlässlich deren hundertjährigem Jubiläum an den Anleger der Göteborger Königlichen Segelgesellschaft (Göteborgs Kungliga Segel Sällskap) verlegt. 1982 erfolgte der Eintrag ins schwedische Schiffsregister. Am 1. Januar 1993 ging das Schiff zum Symbolpreis einer Krone in den Besitz der Ausbildungsverwaltung von Göteborg über und wurde an den Gullbergskai nahe dem Gasthafen Lilla Bommen verlegt. 1994 erfolgte bis Dezember für 48 Millionen Kronen ein Umbau mit notwendiger, umfassender Aufrüstung auf der Gotenius-Werft, Göteborg, mit einer Neueinweihung im Februar 1995. Seit dem 1. Mai 1998 wird das Schiff von der „Liseberg Restaurant AB“ (AB = Aktiebolag = AG) geleitet und ist Hotel, Restaurant und mietbares Konferenzzentrum. Es ist in Göteborg unter der Bezeichnung Barken Viking („Die Bark Viking“) bekannt. Eine Wiederinfahrtsetzung ist nahezu ausgeschlossen, da das Schiff keine Maschine besitzt und der Großmast höher als eine vom offenen Meer trennende Brücke ist.

## Erhaltene Viermastbarken
- Passat am Priwall in Travemünde
- Peking (1911), restauriertes Museumsschiff im Hamburger Grasbrookhafen
- Pommern (1903), Museumsschiff in Mariehamn, Åland, eine Erikson-Reedereischwester
- Padua (1926), jetzt Kruzenshtern
- Magdalene Vinnen II (1921), spätere Kommodore Johnsen, jetzt Sedov
- Moshulu, Restaurantschiff in Philadelphia, ehemals Kurt (1905)
- vier japanische Viermastbarken: Nippon Maru, Kaiwo Maru (Museumsschiffe, beide Baujahr 1930), Nippon Maru, Kaiwo Maru (in Fahrt, Baujahr 1984 bzw. 1989)
- Viermastvollschiff Falls of Clyde, Museumsschiff in Honolulu, das einzig überlebende Schiff seiner Art